# Sprężarka

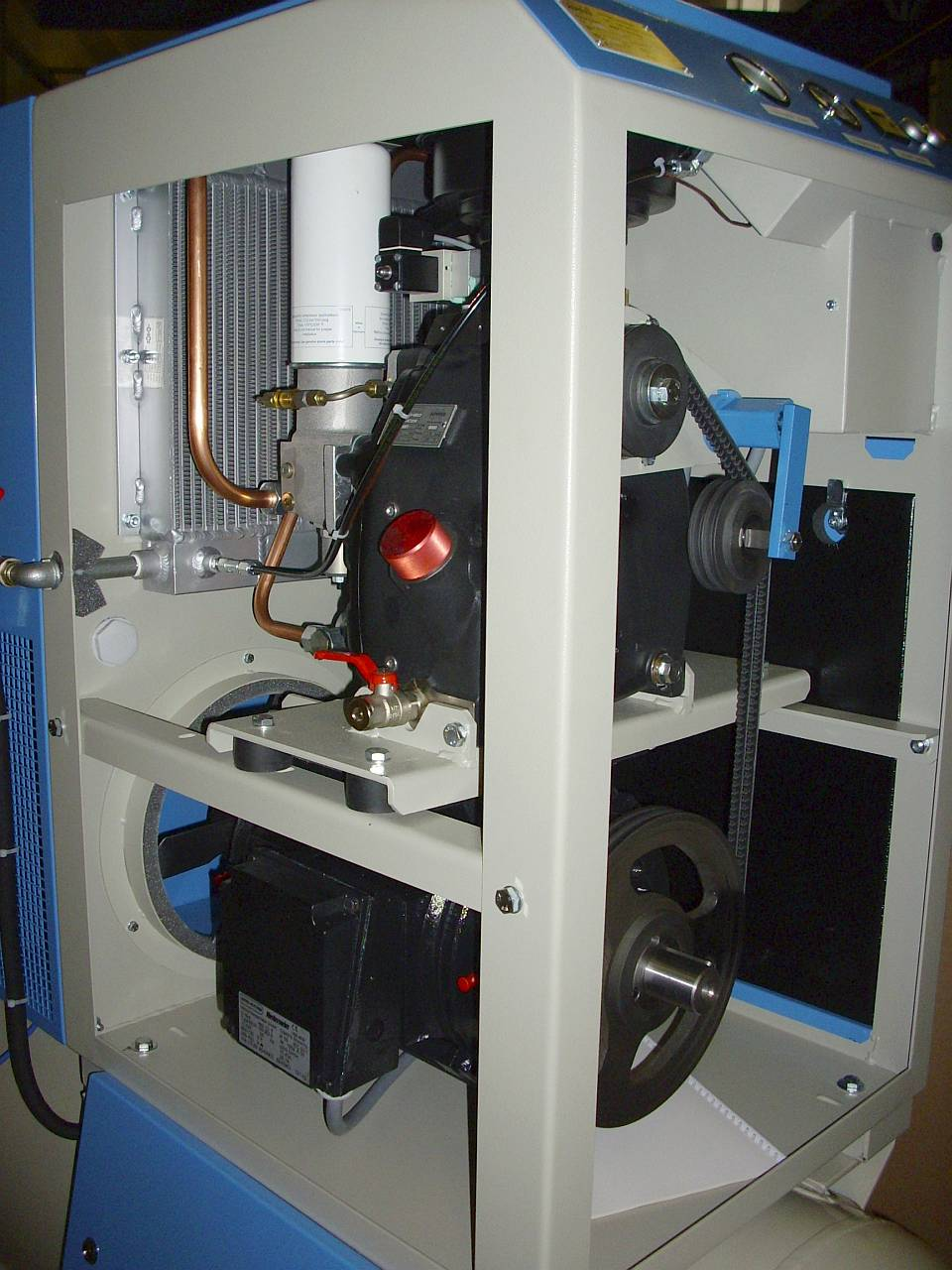
Typowa sprężarka śrubowa ze stopniem sprężającym NK (zdjęta obudowa)

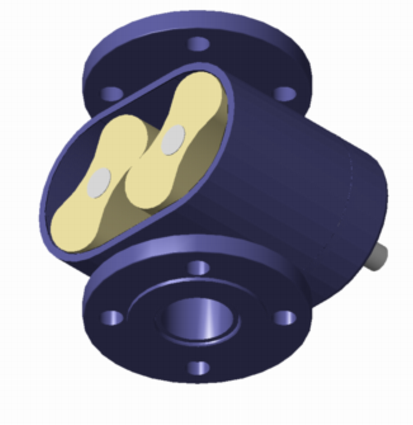
Dmuchawa Rootsa – widok od strony wirników

Przekrój sprężarki osiowej

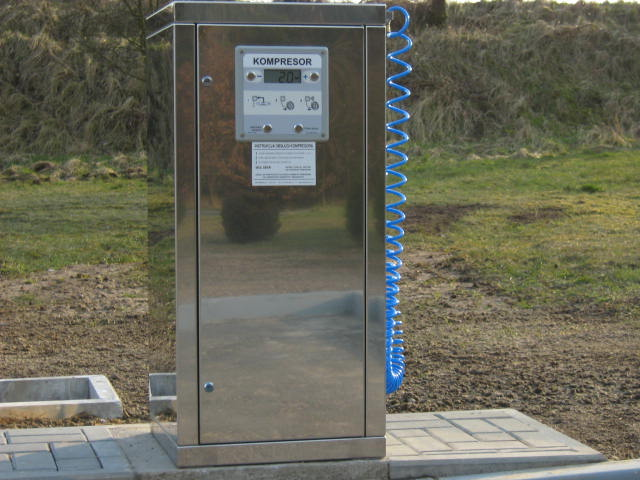
Kompresor na stacji paliwowej

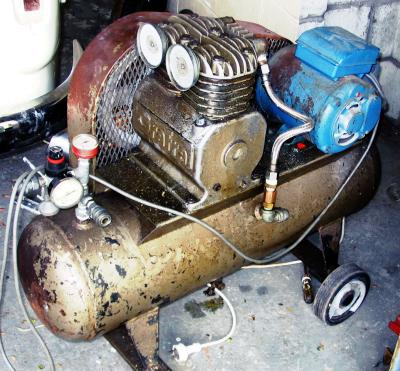
Mała sprężarka tłokowa, w dolnej części znajduje się zbiornik na sprężone powietrze

Sprężarka – maszyna energetyczna, której zadaniem jest podwyższenie ciśnienia gazu lub wymuszenie jego przepływu (nadanie energii kinetycznej).
W sprężarce ciśnienie ssawne – {\displaystyle p_{s}} jest nieznacznie niższe od ciśnienia atmosferycznego (na tyle tylko by zachować zdolność ssania), zaś ciśnienie tłoczne {\displaystyle p_{t}} znacznie wyższe od atmosferycznego, jak na to wskazuje parametr {\displaystyle \pi .}
Sprężarki, w których {\displaystyle p_{s}} jest znacznie niższe, a {\displaystyle p_{t}} tylko nieznacznie wyższe od ciśnienia otoczenia, nazywane są pompami próżniowymi.
Sprężarki w czasie pracy wydzielają dużą ilość ciepła, które musi być odprowadzone. Układy chłodzenia sprężarek są podobne do układów chłodzenia silników spalinowych. Dla mniejszych jednostek stosuje się chłodzenie bezpośrednie, dla większych pośrednie z chłodnicą. Sam sprężany gaz w wielu przypadkach jest również chłodzony poprzez chłodzenie międzystopniowe (intercooler).

## Zastosowanie
Sprężarki stosuje się tam, gdzie chodzi o:
- zwiększenie gęstości czynnika gazowego,
- podniesienie ciśnienia tego czynnika,
- wymuszenie przepływu,
- podwyższenie temperatury czynnika gazowego,
- wywołanie dodatniego efektu Joule’a-Thomsona.

## Parametry pracy maszyn sprężających
- {\displaystyle p_{s}} – ciśnienie ssawne na wlocie do sprężarki,
- {\displaystyle p_{t}} – ciśnienie tłoczne na wylocie ze sprężarki,
- {\displaystyle \pi =p_{t}/p_{s}} – stosunek sprężania (spręż),
- {\displaystyle \Delta p=p_{t}-p_{s}} – spiętrzenie statyczne lub całkowite.

## Rodzaje sprężarek

### Podział ze względu na stosunek sprężania
Ze względu na stosunek sprężania sprężarki dzieli się na:
- wentylatory dla {\displaystyle \pi <1{,}1} (przyrost ciśnienia nie przekraczający 10 kPa),
- dmuchawy dla {\displaystyle 1{,}1<\pi <2,}
- kompresory[1] dla {\displaystyle \pi >2.}

### Podział ze względu na budowę
- wyporowe
  - sprężarka tłokowa
  - sprężarka śrubowa
  - sprężarka membranowa
  - sprężarka spiralna
  - sprężarka z wirującymi tłokami
  - sprężarka łopatkowa
  - sprężarka z wirującym zębem
- przepływowe
  - sprężarka promieniowa
  - sprężarka diagonalna
  - sprężarka osiowa
  - sprężarka wirowa
  - sprężarka Comprex
- inne
  - sprężarka chemiczna (termiczna)

### Podział ze względu na rodzaj sprężanego czynnika
- maszyny sprężające powietrzne
- maszyny sprężające gazowe

### Podział ze względu na liczbę stopni
- jednostopniowe
- wielostopniowe

### Podział ze względu na mobilność
- sprężarka stacjonarna
- sprężarka przewoźna

## Sprężarki w przemyśle i technice
Sprężarki są szeroko stosowane zarówno w przemyśle (napęd różnego rodzaju narzędzi – kluczy pneumatycznych, szlifierek, wiertarek, młotów, piaskowanie, malowanie natryskowe, dystrybucja gazów technicznych, pompowanie opon samochodowych, przetłaczanie gazu ziemnego, podnoszenie ciśnienia w układach turbin gazowych, doładowanie silnika spalinowego), transport materiałów sypkich, jak i w gospodarstwie domowym (chłodziarka, wentylator, odkurzacz, suszarka do włosów, i inne).
W technice występuje często konieczność uzyskiwania stosunkowo wysokich ciśnień sprężanego gazu. Ponieważ gaz jest ściśliwy, więc do jego sprężenia potrzebna jest znaczna ilość energii. Zapotrzebowanie energetyczne procesu sprężania można obniżyć poprzez zastosowanie chłodzenia międzystopniowego. Sprężanie przebiega wtedy w dwóch etapach: wstępnie sprężony gaz przepływa przez chłodnicę międzystopniową (będącą wymiennikiem ciepła), po czym jest dalej sprężany w następnej części sprężarki. Liczba chłodnic może być większa. Jeśli byłaby nieskończenie wielka, sprężanie byłoby izotermiczne. Zwykle w technice stosuje się jedną chłodnicę międzystopniową. Korzyści energetyczne wynikają z mniejszej pracy sprężania gazu o niższej temperaturze. Wstępnie sprężony gaz (po sprężaniu adiabatycznym) posiada temperaturę odpowiednio wyższą od temperatury otoczenia, więc stosunkowo łatwo jest go schłodzić. Po schłodzeniu praca sprężania (praca pobrana przez sprężarkę do uzyskania odpowiedniego ciśnienia) będzie mniejsza.